# Sesiinae
Sous-famille
Synonymes
- Aegeriinae Stephens 1828
- Melittiinae Le Cerf 1917
- Paranthreninae Niculescu 1964
- Synanthedoninae Niculescu 1964

Les Sesiinae sont une sous-famille de lépidoptères (papillons) de la famille des Sesiidae. Elle a été décrite par l'entomologiste français Boisduval en 1828. Elle comprend 6 tribus, 132 genres et 1298 espèces.

## Tribus et genres associés
Selon Dr Franz Pühringer et Dr Axel Kallies :
Tribu Sesiini Boisduval 1828 (112 espèces)
- Sesia Fabricius 1775 (20 espèces)
- Trilochana Moore 1879 (8 espèces)
- Cyanosesia Gorbunov & Arita 1995 (16 espèces)
- Sphecosesia Hampson 1910 (6 espèces)
- Teinotarsina Felder 1874 (10 espèces)
- Laetosphecia Kallies & Arita 2014 (3 espèces)
- Lenyra Walker 1856 (1 espèce)
- Aegerosphecia Le Cerf 1916 (7 espèces)
- Lamellisphecia Kallies & Arita 2004 (5 espèces)
- Clavisphecia Kallies 2011 (2 espèces)
- Eusphecia Le Cerf 1937 (2 espèces)
- Sphecodoptera Hampson 1893 (8 espèces)
- Callisphecia Le Cerf 1916 (2 espèces)
- Madasphecia Viette 1982 (2 espèces)
- Melittosesia Bartsch 2009 (1 espèce)
- Barbasphecia Pühringer & Sáfián 2011 (2 espèces)
- Afrokona Fischer 2006 (1 espèce)
- Hovaesia Le Cerf 1957 (1 espèce)
- Lenyrhova Le Cerf 1957 (1 espèce)
- Cicinnoscelis Holland 1893 (2 espèces)
- Megalosphecia Le Cerf 1916 (2 espèces)
- Alonina Walker 1856 (6 espèces)
- Anaudia Wallengren 1863 (2 espèces)
- Austrosetia Felder & Felder 1874 (1 espèce)
- Felderiola Naumann 1971 (3 espèces)
- Monopetalotaxis Wallengren 1859 (1 espèce)
- Hagnogyna Bartsch 2013 (2 espèces)
- Coccophila Bartsch 2015 (1 espèce)
- Microsesia Bartsch 2015 (1 espèce)
- Vespanthedon Le Cerf 1917 (2 espèces)

Tribu Cissuvorini Duckworth & Eichlin 1977 (15 espèces)
- Toleria Walker 1865 (2 espèces)
- Chimaerosphecia Strand 1916 (3 espèces)
- Glossosphecia Hampson 1919 (5 espèces)
- Cissuvora Engelhardt 1946 (2 espèces)
- Dasysphecia Hampson 1919 (3 espèces)

Tribu Osminiini Duckworth & Eichlin 1977 (90 espèces)
- Osminia Le Cerf 1917 (12 espèces)
- Sazonia Gorbunov & Arita 2001 (2 espèces)
- Chamanthedon Le Cerf 1916 (17 espèces)
- Microsynanthedon Viette 1955 (3 espèces)
- Calasesia Beutenmüller 1899 (1 espèce)
- Aenigmina Le Cerf 1912 (4 espèces)
- Cabomina de Freina 2008 (10 espèces)
- Pyranthrene Hampson 1919 (1 espèce)
- Homogyna Le Cerf 1911 (11 espèces)
- Noctusphecia de Freina 2011 (3 espèces)
- Aschistophleps Hampson 1893 (5 espèces)
- Pyrophleps Arita & Gorbunov 2000 (7 espèces)
- Heterosphecia Le Cerf 1916 (8 espèces)
- Melanosphecia Le Cerf 1916 (4 espèces)
- Akaisphecia Gorbunov & Arita 1995 (1 espèce)
- Callithia Le Cerf 1916 (1 espèce)
- Erismatica Meyrick 1933 (1 espèce)
- Halictina Bartsch 2015 (1 espèce)
- Pseudomelittia Le Cerf 1917 (1 espèce)
- Echidgnathia Hampson 1919 (2 espèces)

Tribu Melittiini Le Cerf 1917 (158 espèces)
- Melittia Hübner 1819 (131 espèces)
- Desmopoda Felder 1874 (1 espèce)
- Agriomelissa Meyrick 1931 (7 espèces)
- Afromelittia Gorbunov & Arita 1997 (6 espèces)
- Cephalomelittia Gorbunov & Arita 1995 (1 espèce)
- Macroscelesia Hampson 1919 (12 espèces)

Tribu Paranthrenini Niculescu 1964 (153 espèces)
- Nokona Matsumura 1931 (42 espèces)
- Taikona Arita & Gorbunov 2001 (1 espèce)
- Scoliokona Kallies & Arita 1998 (11 espèces)
- Rubukona Fischer 2007 (2 espèces)
- Adixoa Hampson 1893 (5 espèces)
- Pramila Moore 1879 (1 espèce)
- Vitacea Engelhardt 1946 (4 espèces)
- Phlogothauma Butler 1882 (1 espèce)
- Paranthrene Hübner 1819 (38 espèces)
- Pseudosesia Felder 1861 (16 espèces)
- Albuna Edwards 1881 (6 espèces)
- Euhagena Edwards 1881 (3 espèces)
- Sincara Walker 1856 (1 espèce)
- Tirista Walker 1865 (2 espèces)
- Thyranthrene Hampson 1919 (6 espèces)
- Sura Walker 1856 (14 espèces)

Tribu Synanthedonini Niculescu 1964 (737 espèces)
- Synanthedon Hübner 1819 (233 espèces)
- Ravitria Gorbunov & Arita 2000 (5 espèces)
- Kantipuria Gorbunov & Arita 1999 (2 espèces)
- Kemneriella Bryk 1947 (1 espèce)
- Ichneumenoptera Hampson 1893 (9 espèces)
- Paranthrenella Strand 1916 (8 espèces)
- Anthedonella Gorbunov & Arita 1999 (7 espèces)
- Schimia Gorbunov & Arita 1999 (3 espèces)
- Uncothedon Gorbunov & Arita 1999 (3 espèces)
- Palmia Beutenmüller 1896 (1 espèce)
- Podosesia Möschler 1879 (3 espèces)
- Sannina Walker 1856 (1 espèce)
- Nyctaegeria Le Cerf 1914 (1 espèce)
- Carmenta Edwards 1881 (103 espèces)
- Penstemonia Engelhardt 1946 (5 espèces)
- Camaegeria Strand 1914 (12 espèces)
- Episannina Aurivillius 1905 (7 espèces)
- Malgassesia Le Cerf 1922 (7 espèces)
- Lophoceps Hampson 1919 (5 espèces)
- Tipulamima Holland 1893 (16 espèces)
- Rodolphia Le Cerf 1911 (1 espèce)
- Alcathoe Edwards 1882 (11 espèces)
- Pseudalcathoe Le Cerf 1916 (2 espèces)
- Macrotarsipus Hampson 1893 (4 espèces)
- Grypopalpia Hampson 1919 (1 espèce)
- Hymenoclea Engelhardt 1946 (1 espèce)
- Euryphrissa Butler 1874 (12 espèces)
- Leptaegeria Le Cerf 1916 (6 espèces)
- Aegerina Le Cerf 1917 (6 espèces)
- Chamanthedon auct. (2 espèces)
- Stenosphecia Le Cerf 1917 (1 espèce)
- Bembecia Hübner 1819 (100 espèces)
- Pyropteron Newman 1832 (23 espèces)
- Dipchasphecia Capuse 1973 (18 espèces)
- Chamaesphecia Spuler 1910 (108 espèces)
- Weismanniola Naumann 1971 (1 espèce)
- Ichneumonella Gorbunov & Arita 2005 (2 espèces)
- Crinipus Hampson 1896 (4 espèces)

Genres non assignés à une tribu (28 espèces)
- Augangela Meyrick 1932 (1 espèce)
- Ceritrypetes Bradley 1956 (1 espèce)
- Conopyga Felder 1861 (1 espèce)
- Gymnosophistis Meyrick 1934 (1 espèce)
- Hymenosphecia Le Cerf 1917 (1 espèce)
- Isocylindra Meyrick 1930 (1 espèce)
- Lepidopoda Hampson 1900 (4 espèces)
- Leuthneria Dalla Torre 1925 (1 espèce)
- Melisophista Meyrick 1927 (1 espèce)
- Metasphecia Le Cerf 1917 (1 espèce)
- Mimocrypta Naumann 1971 (1 espèce)
- Pedalonina Gaede 1929 (1 espèce)
- Proaegeria Le Cerf 1916 (1 espèce)
- Tradescanticola Hampson 1919 (1 espèce)
- Uranothyris Meyrick 1933 (1 espèce)
- Xenoses Durrant 1924 (1 espèce)
- Zhuosesia Yang 1977 (1 espèce)